# Station Kadaň-Prunéřov
Station Kadaň-Prunéřov is een spoorwegstation in de Tsjechische stad Kadaň. Het station ligt aan spoorlijn 140 tussen Chomutov en Karlsbad. Daarnaast is Kadaň het beginpunt van de spoorlijn naar Kaštice. Het station wordt beheerd door de nationale spoorwegonderneming České dráhy in samenwerking met de Staatsorganisatie voor spoorweginfrastructuur (SŽDC). Naast dat station Kadaň-Prunéřov een passagiersstation is, doet het ook dienst als belangrijkgoederenstation. In dat opzicht bedient het station de elektriciteitscentrale Prunéřov.
Tot 2006 was station Kadaň de officiële naam van het huidige station Kadaň-Prunéřov. Sinds datzelfde jaar heet een station bij het centrum van de stad station Kadaň, dit station heette voordien station Kadaň město.

## Treinverkeer
Vanaf station Kadaň-Prunéřov kan men in de volgende richtingen reizen:
- lijn 140: Kadaň - Chomutov (verder naar Ústí nad Labem)
- lijn 140: Kadaň - Karlsbad - Cheb
- lijn 164: Kadaň - Kaštice (verder naar Pilsen)

Chomutov ↔ Málkov ↔ Kadaň-Prunéřov ↔ Klášterec nad Ohří ↔ Kotvina ↔ Perštejn ↔ Boč ↔ Stráž nad Ohří ↔ Vojkovice nad Ohří ↔ Ostrov nad Ohří ↔ Hájek ↔ Dalovice ↔ Karlovy Vary ↔ Karlovy Vary-Dvory ↔ Chodov ↔ Nové Sedlo u Lokte ↔ Královské Poříčí ↔ Sokolov ↔ Citice ↔ Hlavno ↔ Dasnice ↔ Kynšperk nad Ohří ↔ Nebanice ↔ Tršnice ↔ Cheb